# Csúcsformában
A Csúcsformában (eredeti cím: Rush Hour) 1998-ban bemutatott amerikai akcióvígjáték Brett Ratner rendezésében. A főszerepekben Jackie Chan és Chris Tucker látható. Amerikában 1998. szeptember 18-án, míg Magyarországon 1999. augusztus 12-én mutatták be a mozikban.
Két folytatás követte: a Csúcsformában 2. (2001) és a Csúcsformában 3. (2007), valamint 2016-ban egy televíziós sorozatot is bemutattak hasonló címmel, de új szereplőkkel.

## Rövid történet
Egy problémás rendőrpáros feladata egy kínai diplomata elrabolt lányának megmentése.

## Cselekmény
1997, a brit uralom utolsó napjai Hongkongban. Lee felügyelő, a Hongkongi Rendőrség nyomozója razziát vezet a rakparton, abban a reményben, hogy letartóztathatja az ismeretlen, névtelen bűnözőt, Juntaót. Csak Sangot, Juntao jobbkezét találja meg, aki megszökik. Lee számos, Juntao által ellopott kínai kulturális kincset szerez vissza, amelyeket búcsúzóul győzelmi ajándékként ad át távozó feletteseinek, Solon Han kínai konzulnak és a brit Thomas Griffin parancsnoknak.
Nem sokkal azután, hogy Han elfoglalja új diplomáciai posztját Los Angelesben, 11 éves lányát, Soo Yungot elrabolja Sang. Felhívja Lee-t, hogy segítsen az ügyben, de a FBI, attól tartva, hogy Lee bevonása nemzetközi incidenst okozhat, az ügyet a Los Angeles-i Rendőrség-re bízza. James Carter nyomozót ráveszik, hogy „bébiszitterkedjen” Lee-vel. A feladatot büntetésül kapja azért, mert korábban elszúrt egy akciót.
Carter „városnéző” körútra viszi Lee-t, távol tartja a követségtől, miközben informátorokkal veszi fel a kapcsolatot az emberrablással kapcsolatban. Lee a saját útját járja a kínai konzulátuson kezdve, ahol Han és az FBI várja a lánnyal kapcsolatos telefonhívásokat. Miközben vitatkozik Warren Russ különleges ügynökkel, Carter akaratlanul tárgyal Sanggal, és 50 millió dollár váltságdíj átadásáról intézkedik.
Az FBI egy raktárba követi a hívást, ahol az ügynökök egyik csapatát plasztik robbanóanyag öli meg. Sangot kiszúrva Lee és Carter üldözőbe veszi, de a férfi elmenekül, közben elejti a detonátort. Carter kollégája, a Los Angeles-i rendőrség bombaszakértője, Tania Johnson, Clive-hoz, egy korábban Carter által letartóztatott férfihoz vezeti vissza a nyomokat. Lee ráveszi Clive-ot, hogy fedje fel üzleti kapcsolatát Juntaóval, akivel a Los Angeles-i kínai negyed egyik éttermében találkozott, és ezzel elnyeri Carter bizalmát. Carter egyedül megy az étterembe, és megnéz egy biztonsági felvételt, amelyen Juntao egy furgonhoz viszi Soo Yungot. Lee megérkezik és megmenti Cartert Juntao szindikátusától, de leveszik őket az ügyről, mivel az FBI őket hibáztatja az elszúrt váltságdíj átadásért, Lee-t pedig visszaküldik Hongkongba.
Carter azonban nem hajlandó feladni; Johnsonhoz fordul segítségért, és feloson Lee gépére, rábeszélve őt, hogy segítsen megállítani Juntaót. Griffin később belekeveredik az ügybe, és többet tud meg a Hongkongi rendőrség múltjáról Juntao szindikátusával kapcsolatban, és könyörög Han-nak, hogy fizesse ki a váltságdíjat, hogy elkerüljék a további vérontást.
Egy kínai művészeti kiállítás megnyitóján a Los Angeles Convention Center-ben, amelyet Han és Griffin felügyel, átadják a 70 millió dolláros váltságdíjat, és Carter, Lee és Johnson vendégeknek álcázva szintén jelen vannak. Carter utasítja a vendégeket, hogy hagyják el a területet a biztonság kedvéért, feldühítve ezzel az FBI-t, de Lee észreveszi Griffint, amint Sangtól átveszi a detonátor távirányítóját. Lee és Johnson rájön, hogy Griffin valójában Juntao, amikor Carter felismeri őt a kínai negyedben készült megfigyelőszalagról. Griffin azzal fenyegetőzik, hogy felrobbantja a Soo Yungra erősített bombamellényt, és követeli a váltságdíj teljes kifizetését, kártérítésként a felbecsülhetetlen értékű kínai műtárgyakért, amelyeket Lee a rablás után lefoglalt. Carter kioson, megtalálja Soo Yungot a furgonban, és Griffin hatótávolságán belül behajt az épületbe, megakadályozva ezzel, hogy az felrobbantsa a mellényt.
Johnson megszerzi a mellényt Soo Yungtól, míg Griffin a tetőre megy a pénzzel teli táskával. Lee elveszi a mellényt, és üldözőbe veszi Griffint, míg Carter lövöldözés közben agyonlövi Sangot. Lee rövid veszekedésbe keveredik Griffinnel, ami abban csúcsosodik ki, hogy a keresztgerendákon lógnak mindketten. A mellénybe kapaszkodó Griffin a halálba zuhan, amikor a mellény elszakad, de amikor Lee lezuhan, Carter egy nagy zászlóval segíti a talajig való siklását.
Han és Soo Yung újra találkoznak, és Han jutalmul elküldi Cartert és Lee-t Hongkongba nyaralni. Mielőtt Carter elmegy, Russ és Whitney ügynökök felajánlanak neki egy állást az FBI-nál, amit ő gúnyosan visszautasít. Carter felszáll a gépre Lee-vel, és idegesítően énekli Edwin Starr „War” című dalát.

## Szereplők
| Színész           | Szerep                | Magyar hang         | Magyar hang         |
| Színész           | Szerep                | 1. változat         | 2. változat         |
| ----------------- | --------------------- | ------------------- | ------------------- |
| Jackie Chan       | Lee                   | Háda János          | Háda János          |
| Chris Tucker      | James Carter          | Barabás Kiss Zoltán | Kálloy Molnár Péter |
| Tom Wilkinson     | Thomas Griffin/Juntao | Láng József         | Forgács Gábor       |
| Philip Baker Hall | William Diel          | Pataki Imre         | Pálfai Péter        |
| Mark Rolston      | Warren Ross           | Szerémi Zoltán      | Berzsenyi Zoltán    |
| Tzi Ma            | Han konzul            | Oberfrank Pál       | Csuha Lajos         |
| Rex Linn          | Dan Whitney           | Balázsi Gyula       | Sörös Sándor        |
| Ken Leung         | Sang                  | Fekete Zoltán       | Haagen Imre         |
| Chris Penn        | Clive Cobb            | R. Kárpáti Péter    | Kapácsy Miklós      |
| Elizabeth Peña    | Tania Johnson         | Liptai Claudia      | Németh Kriszta      |
| Clifton Powell    | Luke                  |                     | Király Attila       |
| Julia Hsu         | Soo Yung              | Mányai Zsófia       | Talmács Márta       |

## Bevétel, kritikák
A film világszerte 244 millió dolláros bevételével az 1998-as év hetedik, Jackie Chan harmadik legjövedelmezőbb amerikai filmje volt. A kritikusok kedvezően fogadták, a Rotten Tomatoes oldalán 61%-ot kapott 74 kritikus véleménye alapján.

## Fordítás
- Ez a szócikk részben vagy egészben  a   Rush Hour (1998 film) című angol Wikipédia-szócikk fordításán alapul.  Az eredeti cikk szerkesztőit annak laptörténete sorolja fel. Ez a jelzés csupán a megfogalmazás eredetét és a szerzői jogokat jelzi, nem szolgál a cikkben szereplő információk forrásmegjelöléseként.